# Livros do Mal
Livros do Mal foi uma editora independente de Porto Alegre, em funcionamento de 2001 a 2004, criada por Daniel Galera, Daniel Pellizzari e Guilherme Pilla após o fim do mail-zine CardosOnline. Os primeiros livros se esgotaram rapidamente e receberam boas resenhas em todo o Brasil, inclusive em grandes jornais e revistas.
Por conta disso a editora acabou se destacando como renovadora da cena da literatura brasileira do início do século 21, lançando autores que depois se tornaram consagrados como Paulo Scott e Joca Reiners Terron além dos próprios editores Daniel Galera e Daniel Pellizzari. 
A Livros do Mal lançou nove livros e em 2003 recebeu o Prêmio Açorianos de Literatura na categoria editora, e influenciou editoras posteriores como a Não Editora. Dois dos livros lançados pela Livros do Mal foram adaptados para o cinema.

## Livros lançados

### Romance
- Até o Dia Em Que o Cão Morreu, Daniel Galera (2003)
- Hotel Hell, Joca Reiners Terron (2003)

### Contos
- Dentes Guardados, Daniel Galera (2001)
- O Livro das Cousas que Acontecem, Daniel Pellizzari (2002)
- Ovelhas que Voam se Perdem no Céu, Daniel Pellizzari (2001)
- Ainda Orangotangos, Paulo Scott (2004)
- Vidas Cegas, Marcelo Benvenutti (2002)
- Ou Clavículas, Cristiano Baldi (2002)
- Húmus, Paulo Bullar (2002)

## Filmes baseados em livros da editora
- Cão Sem Dono, Beto Brant (2007)
- Ainda Orangotangos, Gustavo Spolidoro (2007)

## Autores lançados
- Daniel Galera
- Daniel Pellizzari
- Paulo Scott
- Joca Reiners Terron
- Cristiano Baldi
- Marcelo Benvenutti
- Paulo Bullar